# Taragon (EP)
Taragon je prvi EP njemačkog power metal sastava Freedom Call. EP je objavljen 20. studenog 1999. godine, a objavila ga je diskografska kuća Steamhammer.

## Popis pjesama
| 1.    | »Warriors of Light«             | 4:11 |
| 2.    | »Dancing with Tears in My Eyes« | 3:52 |
| 3.    | »Heart of the Brave«            | 5:16 |
| 4.    | »Kingdom Come«                  | 4:54 |
| 5.    | »Tears of Taragon«              | 9:50 |
| 28:03 |                                 |      |

## Zasluge
Freedom Call
- Dan Zimmermann	— bubnjevi, zborski vokali
- Chris Bay — vokali, gitara, klavijature
- Ilker Ersin — bas-gitara, zborski vokali
- Sascha Gerstner — gitara, zborski vokali

Dodatni glazbenici
- Biff Byford — pripovjedač ("Tears of Taragon")
- Rolf Köhler — zborski vokali
- Billy King — zborski vokali
- Henjo Richter — zborski vokali
- Dirk Schlächter — zborski vokali
- Arne Lakenmacher — zborski vokali

Ostalo osoblje
- Chris Bay — producent
- Dan Zimmermann — producent
- Charlie Bauerfeind — produkcija, mastering, inženjering
- Paul Raymond Gregory — omot albuma
- Robert Paiste — ilustracije
- Karsten Koch — fotografije